# Gălbinași (Călărași)
Gălbinași è un comune della Romania di 3 394 abitanti, ubicato nel distretto di Călărași, nella regione storica della Muntenia.
Il comune è stato indipendente fino al 1968, quando la località è stata accorpata al comune di Vasilați, da cui si è nuovamente staccato nel 2005, tornando ad essere un'entità amministrativa autonoma.